# Stripgök
Stripgök (Tapera naevia) är en fågel i familjen gökar inom ordningen gökfåglar.

## Utseende och läte
Stripgöken är en långstjärtad och rätt liten gök. Ovansidan är streckad, undersidan rent beigefärgad. Sången är högljudd och vittljudande.

## Utbredning och systematik
Stripgök placeras som enda art i släktet Tapera. Den behandlas antingen som monotypisk eller delas in i två underarter med följande utbredning:
- excellens – förekommer från tropiska sydöstra Mexiko till Panama
- naevia – förekommer från norra Sydamerika till Brasilien, Argentina, Trinidad och Isla Margarita

## Levnadssätt
Stripgök hittas i tropiska låglänta områden, i buskiga skogsområden, igenväxta ogräsfält och buskmarker, ofta med tätt gräs. Den är svår att få syn på utom när den sjunger, vanligen från en stolpe eller en annan låg sittplats. Under sången reser den och sänker sin tofs på huvudet.

## Status
Arten har ett stort utbredningsområde och beståndet anses stabilt. Internationella naturvårdsunionen IUCN listar den därför som livskraftig (LC). Beståndet uppskattas till i storleksordningen en halv miljon till fem miljoner vuxna individer.